# 伊热 (奥恩省)
伊热（法語：Igé，法語發音：[iʒe] ⓘ）是法国奥恩省的一个市镇，属于莫尔塔涅欧佩什区。

## 地理
伊热（48°19'28"N, 0°31'17"E）面积27.86 平方千米，位于法国诺曼底大区奧恩省，该省份为法国西北部内陆省份，北起顺时针与卡爾瓦多斯省、厄尔省、厄尔-卢瓦省、萨尔特省、马耶讷省和芒什省接壤。
与伊热接壤的市镇（或旧市镇、城区）包括：普夫赖、阿珀奈苏贝莱姆、贝卢勒特里沙尔、拉沙佩勒苏埃夫、圣菲尔让德索尔姆、库德尔河畔圣日耳曼、圣马丹-迪维约贝莱姆、沃努瓦斯、圣科姆昂韦赖、佩尔什地区贝尔福雷。

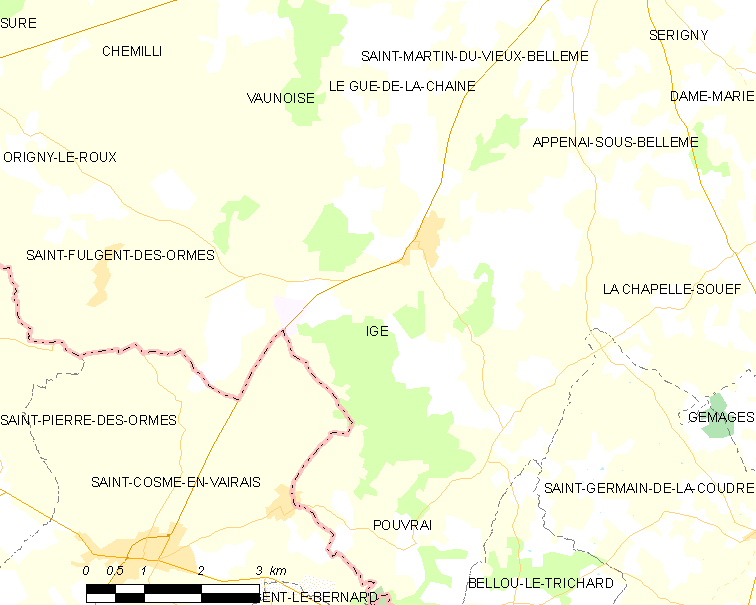
的OSM定位图

伊热的时区为UTC+01:00、UTC+02:00（夏令时）。

## 行政
伊热的邮政编码为61130，INSEE市镇编码为61207。

## 政治
伊热所属的省级选区为瑟通县。

## 人口

1962-2008年间人口变化图示

伊热于2022年1月1日时的人口数量为589人。